# 中国铁路胜利3型蒸汽机车
胜利3型蒸汽机车，为中国铁路一种干线客运用途的煤水车式蒸汽机车。由于历史原因，此型机车的运用地域遍及当今的中华人民共和国以及朝鲜民主主义人民共和国境内，因此在二战结束后分别被各自的国家铁路接收。

## 制造概况
胜利3型蒸汽机车前身为南满洲铁道、满洲国国有铁道、华北交通的Pashisa（パシサ）形、Pashishi，于1938年4月合编为（意指Pacifics第3型）型。

### 南满洲铁道パシサ型

#### 社线パシサ型
朝鲜总督府铁道于1934年10月将清津-雄基间之铁路（北鲜线）委托南满州铁道经营后，南满州铁道于1934年至1936年向汽车制造、日立制作所订制16辆社线パシサ型机车供北鲜线使用。社线パシサ型与国线パシサ型采取相同设计，锅炉配备燃烧室，且为了使用朝鲜北部出产之褐煤，火床面积及传热面积与国线パシサ型相同。二战结束时，北鲜线所属16辆社线パシサ型配置于罗津铁道管理局11辆，并出借5辆予朝鲜总督府铁道局。在设计过程中，社线パシサ型与社线ミカサ型的零件有着高度通用性。

#### 国线パシサ型
国线パシサ型之前10辆又称为“国小パシ”，1934年由日立制作所、汽车制造所制造。满州国1935年3月收购苏联所有之北满铁路（中东铁路），并于同年9月将新京站（长春站）至哈尔滨站间路段之轨距由俄国之宽轨（1,524 毫米）修改为标准轨（1,435 毫米），于该路段之路线标准提升前，曾用于牵引该路段之亚细亚号列车，并于同年底牵引满州国皇帝溥仪初次视察哈尔滨时牵引其专列。满州国铁线于1936年继续向日立、汽车增备20辆パシシ型机车，其火床面积较先前生产之10辆（パシシ 5830-5839）增加0.5m²，称为“新国小パシ”（车号パシシ 5840-5859）。1938年4月，国线パシサ型与社线パシサ型合编为パシサ。

### 华北交通パシサ型
华北交通于1939年至1940年间，向日本汽车制造订制50辆与“新国小パシ”相当之パシサ，车号编为パシサ 1501-1550。其中前20辆由日立製作所制造，后30辆由汽車製造制造。

## 战后运用

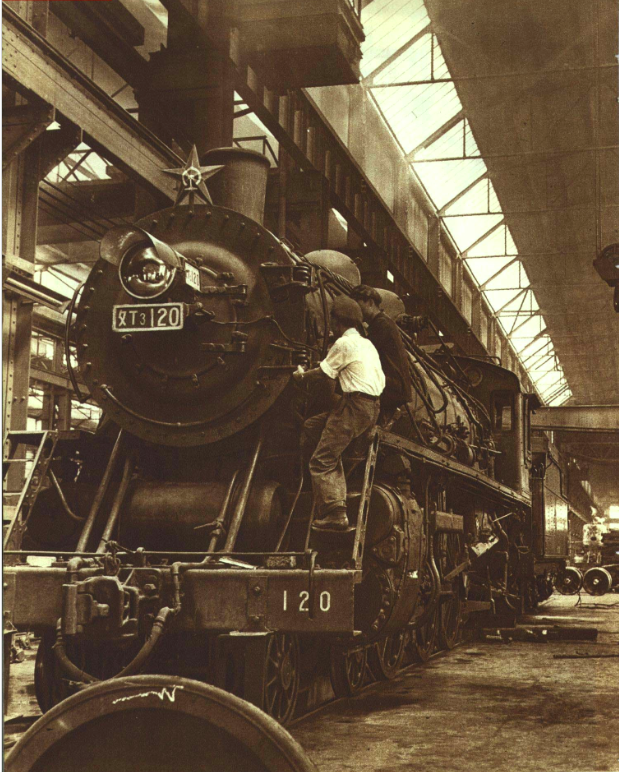
1952年10月《人民画报》刊载之SL3-120号机车照片。

### 中国铁路胜利3型
二战后，中国铁道部将80辆国线パシサ型及华北交通パシサ型机车合编为ㄆㄒ三（PX3）型，车号范围为101-270。于1980年前后，车号范围在114-264之间之12辆机车，于沈阳、北京、郑州、广州等地仍有目击记录。

### 朝鲜铁路바시서型
二战结束后，滞留于朝鲜北部的16辆社线パシサ型机车被朝鲜铁道省接收，编为（Pasisŏ）型。应当注意的是，朝鲜铁道省型机车亦包括3辆接收自朝鲜总督府铁道的原鲜铁Pasisŏ型机车。

## 现存
- SL3-152：现于中国铁道博物馆静态展示。